# Фаруки, Кемаль
Кема́ль Фаруки (тур. Kemal Faruki; 27 августа 1906, Стамбул — 27 января 1988, Каир) — турецкий футболист, играл на позиции нападающего. Участник Олимпийских игр 1928 года.

## Биография

### Клубная карьера
Фаруки учился в Галатасарайском лицее. В 1925 году присоединился к «Галатасараю», за который играл всю свою карьеру. В составе «львов» 5 раз выиграл Стамбульскую лигу и был одним из лучших бомбардиров столичного клуба. Завершил карьеру в 1934 году.

### Карьера в сборной
Дебютировал за сборную Турции 17 июля 1927 года в товарищеском матче со сборной Болгарии — та встреча завершилась со счётом 3:3 и Фаруки в том матче забил гол. Принимал участие на олимпийском футбольном турнире 1928 года, но поле так и не вышел. Всего за сборную Турции сыграл 3 матча и забил 2 гола.

### Дальнейшая жизнь
По окончании карьеры работал в торговле и занимался развитием дипломатических отношений между Турцией и Египтом. С 1930-х годов проживал в Египте, помимо этого работал корреспондентом газеты «Cumhuriyet».
Скончался 27 января 1988 года в Каире в возрасте 77 лет.

## Достижения
«Галатасарай»
- Чемпион Стамбульской лиги (5): 1924/25, 1925/26, 1926/27, 1928/29, 1930/31